# Brindisi
Pour les articles homonymes, voir Brindisi (homonymie).
Brindisi est une ville de la province de Brindisi dans les Pouilles en Italie, située sur la côte adriatique dans le sud de la péninsule, sur le saillant externe du talon de la « botte ».

## Toponymie
Le toponyme francisé Brindes est également employé, en particulier dans un contexte historique,,. Il sert encore parfois à identifier le célèbre saint de la ville : Laurent de Brindes.

## Géographie
Brindisi est située au bord de la mer Adriatique. Elle compte environ 90 000 habitants et est le chef-lieu de la province de Brindisi.

### Climat
| Mois                              | jan. | fév. | mars | avril | mai | juin | jui. | août | sep. | oct. | nov. | déc. |
| --------------------------------- | ---- | ---- | ---- | ----- | --- | ---- | ---- | ---- | ---- | ---- | ---- | ---- |
| Température minimale moyenne (°C) | 6    | 7    | 8    | 10    | 14  | 18   | 20   | 21   | 18   | 15   | 11   | 8    |
| Température maximale moyenne (°C) | 13   | 13   | 15   | 18    | 22  | 26   | 29   | 29   | 26   | 22   | 17   | 14   |
| Ensoleillement (h)                | 4    | 4    | 5    | 7     | 9   | 10   | 11   | 10   | 8    | 6    | 4    | 4    |
| Précipitations (mm)               | 60   | 63   | 73   | 35    | 29  | 19   | 10   | 25   | 46   | 71   | 74   | 68   |
| Humidité relative (%)             | 78   | 75   | 74   | 72    | 70  | 71   | 70   | 72   | 74   | 76   | 77   | 77   |

## Histoire
C'est une ville importante de la côte adriatique, célèbre depuis l'Antiquité (Brundisium).
Son port naturel ramifié en forme de bois de cerf (d'où son nom Brunda en messapien, « ramure de cerf », cf. albanais bri, « corne », et dre, « cerf » et en grec Βρεντέσιον, Brentesion), un des mieux protégés de la côte adriatique, et sa situation au plus près de la Grèce en ont fait une porte vers l'Orient, dès l'époque romaine.
Cité grecque à l'origine et capitale des Salentins, Brundisium est conquise par les consuls Marcus Atilius Regulus et Lucius Julius Libo en 267 av. J.-C., achevant la conquête romaine du sud de l'Italie. Transformée en colonie romaine en -244, la cité fut rapidement reliée à Rome par la via Appia, puis par la Via Traiana (109).
Brindisi était un port important d'embarquement et de débarquement pour les armées romaines mandatées en Orient. Ainsi, Sylla, rentrant de sa campagne face à Mithridate VI Eupator, débarqua avec ses troupes à Brindisi en 83 av. J.-C. avant de marcher sur Rome. De même, en 71 av. J.-C., le proconsul de Macédoine Lucullus débarqua à Brindisi avec son armée pour servir de renfort à Crassus dans la révolte de Spartacus.

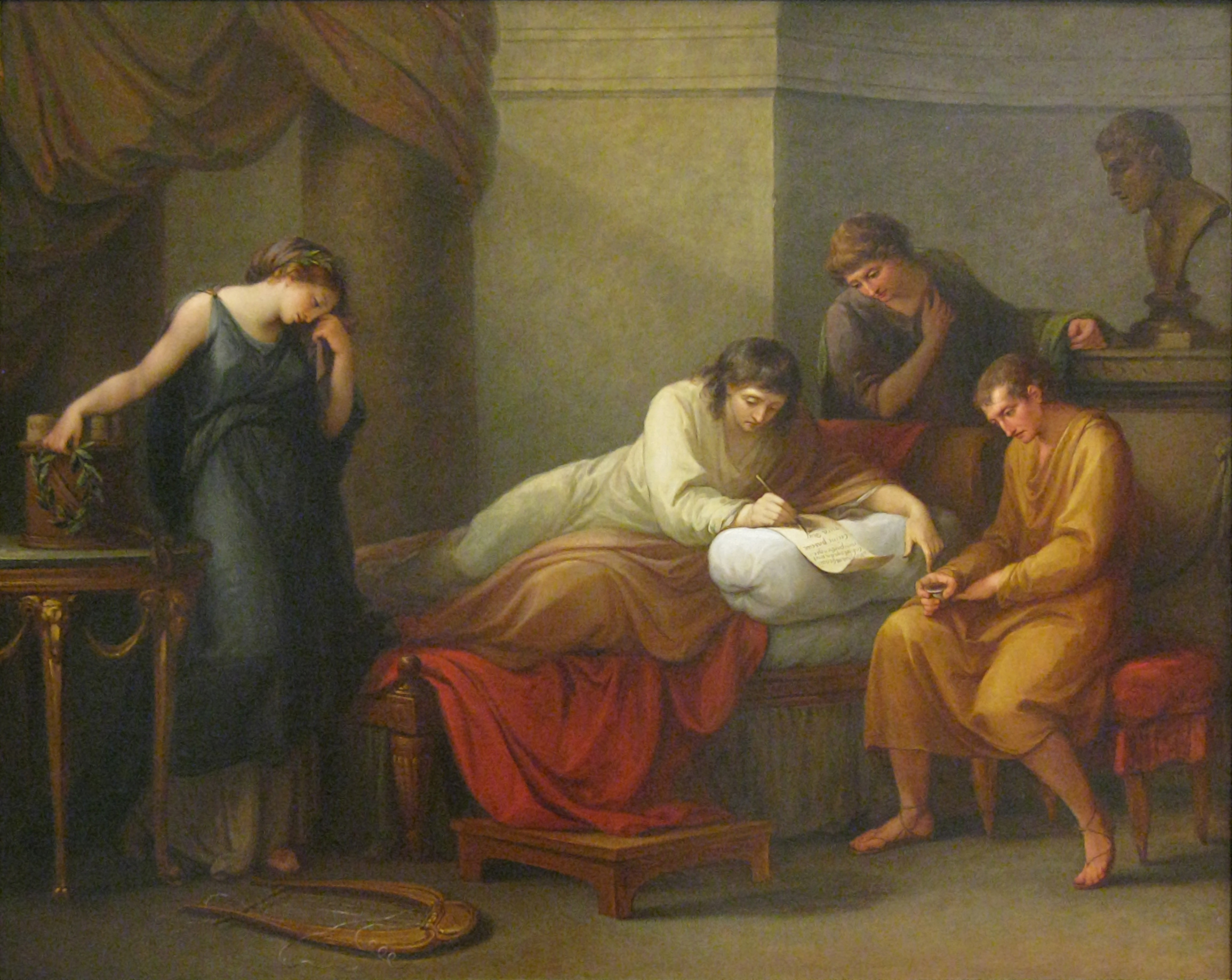
Virgile écrit son épitaphe à Brindisi
Angelica Kauffmann, 1785
Carnegie Museum of Art, Pittsburg.

Après la chute de l'Empire romain d'Occident, elle fut prise par les Ostrogoths, puis passa vers 535 sous la domination de Byzance, jusqu'en 1070, avec l'arrivée des Normands. D'ici partit la sixième croisade en 1228 sous Frédéric II du Saint-Empire.
Un tremblement de terre la détruisit en 1456.
Durant la Seconde Guerre mondiale, à la fin de la Campagne d'Italie (Seconde Guerre mondiale), le roi d'Italie Victor-Emmanuel III et le gouvernement antifasciste en exil, dont le maréchal Badoglio s'y réfugient et y annoncent la signature de l'armistice entre l'Italie et les forces alliées le 8 septembre 1943.
Ayant perdu de son importance économique, la ville est maintenant une station balnéaire, un centre portuaire (pêche) et industriel (pétrochimie, énergie et construction aéronautique).

## Monuments et patrimoine
- La zone archéologique de San Pietro degli Schiavoni (IIe siècle av. J.-C.)
- La zone archéologique de la via Casimiro (IIe siècle)
- La Porta Mesagne (XIIIe siècle)
- Le Castello Svevo (1227)
- La colonne romaine indiquant la fin de la Via Appia
- La Loggia Balsamo (XIVe siècle)
- Le Portico dei Cavalieri Templari (XIVe siècle)
- La cathédrale (de style roman reconstruite au XVIIe)
- Le musée archéologique F. Ribezzo
- Chiesa del Sacro Cuore di Gesù
- Chiesa di San Leucio protovescovo
- Chiesa di San Paolo Eremita
- Chiesa di San Nicola
- Chiesa di San Benedetto
- Chiesa di San Paolo
- Chiesa di San Vito
- Chiesa di San Francesco di Assisi
- Chiesa di Santa Teresa
- Chiesa di San Michele Arcangelo
- Chiesa di Santissima Annunziata
- Capella di Santa Lucia
- Tempio di San Giovanni al Sepolcro (Saint-Jean au Sépulcre) (XIe siècle)
- L'église de Santa Teresa (it) (Sainte Thérèse)
- L'église de San Benedetto (Saint-Benoît) (XIe)
- Capella romana della Santissima Trinità (Sainte Trinité) dite de Santa Lucia (Sainte-Lucie) (XIIe)
- Chiesa di Santa Maria del Casale (XIVe)
- Chiesa di Santa Maria degli Angeli (début XVIIe) rattachée à saint Laurent de Brindisi, patron de la ville.
- Chiesa di San Benedetto, de structure très simple, présente un intérieur de trois nefs séparées par des colonnes à chapiteaux corinthiens et des décors de sculptures d'animaux (bœufs, lions, béliers), sous des voûtes à croisée d'ogives. L'ancien cloître de l'église est ceinturé d'un portique à colonnettes polygonales, aux chapiteaux très stylisés. La chapelle Santa Lucia garde des traces très partielles de fresques du XIIIe siècle. Sous l'édifice, subsiste le sanctuaire basilien antérieur, avec ses voûtes à croisée d'ogives portées par des colonnes à chapiteaux corinthiens. Les murs sont décorés de belles fresques du XIIe siècle, parfois bien conservées, telles « la Vierge à l'Enfant », et à sa droite,  une « Marie-Madeleine » tenant un petit ciboire et deux burettes.

L'église San Giovanni al Sepolcro, de forme ronde, a été érigée au XIe siècle par les Templiers. Elle est précédée d'un auvent soutenu par des lions. 

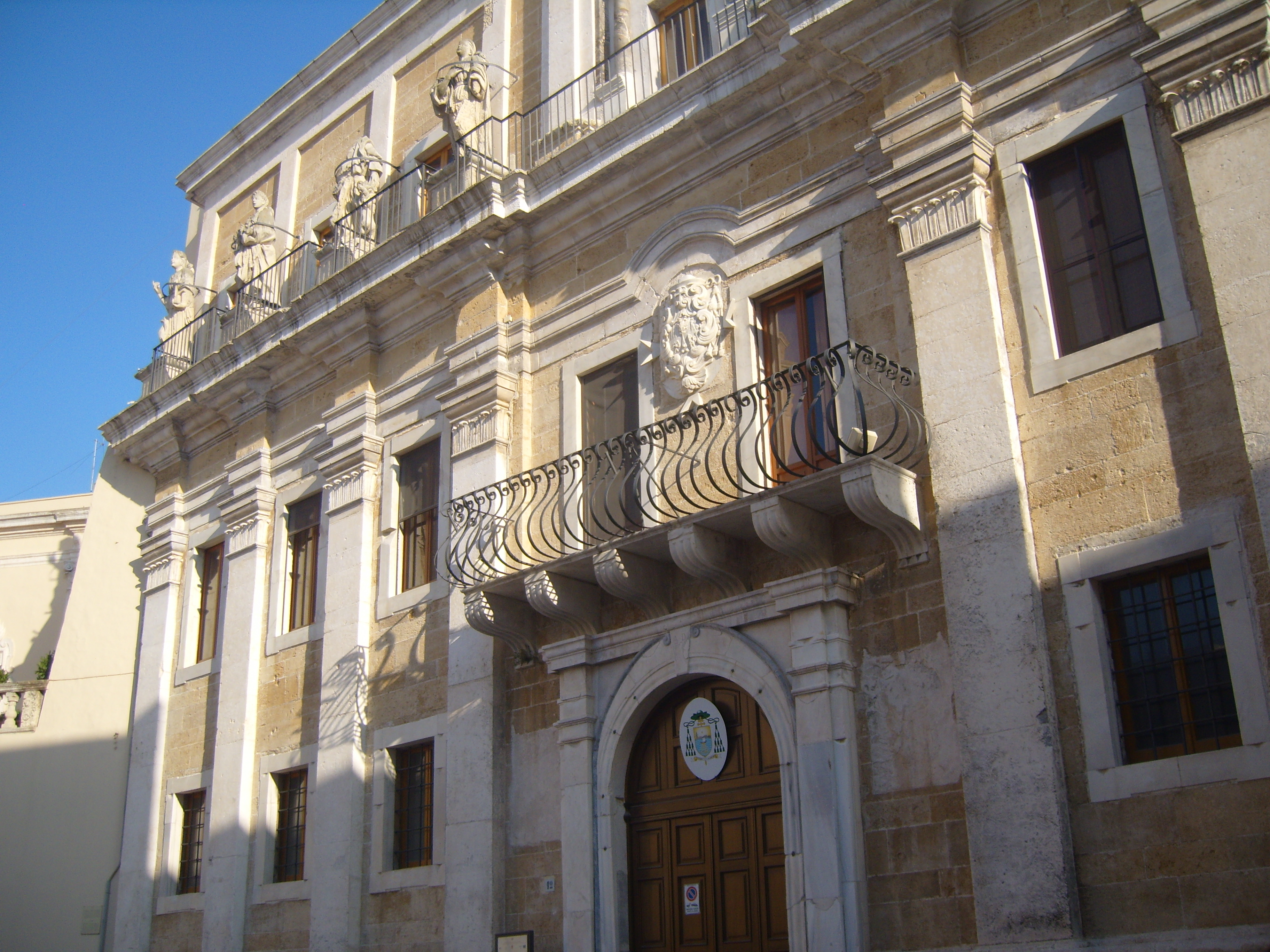
Palais archiépiscopal.
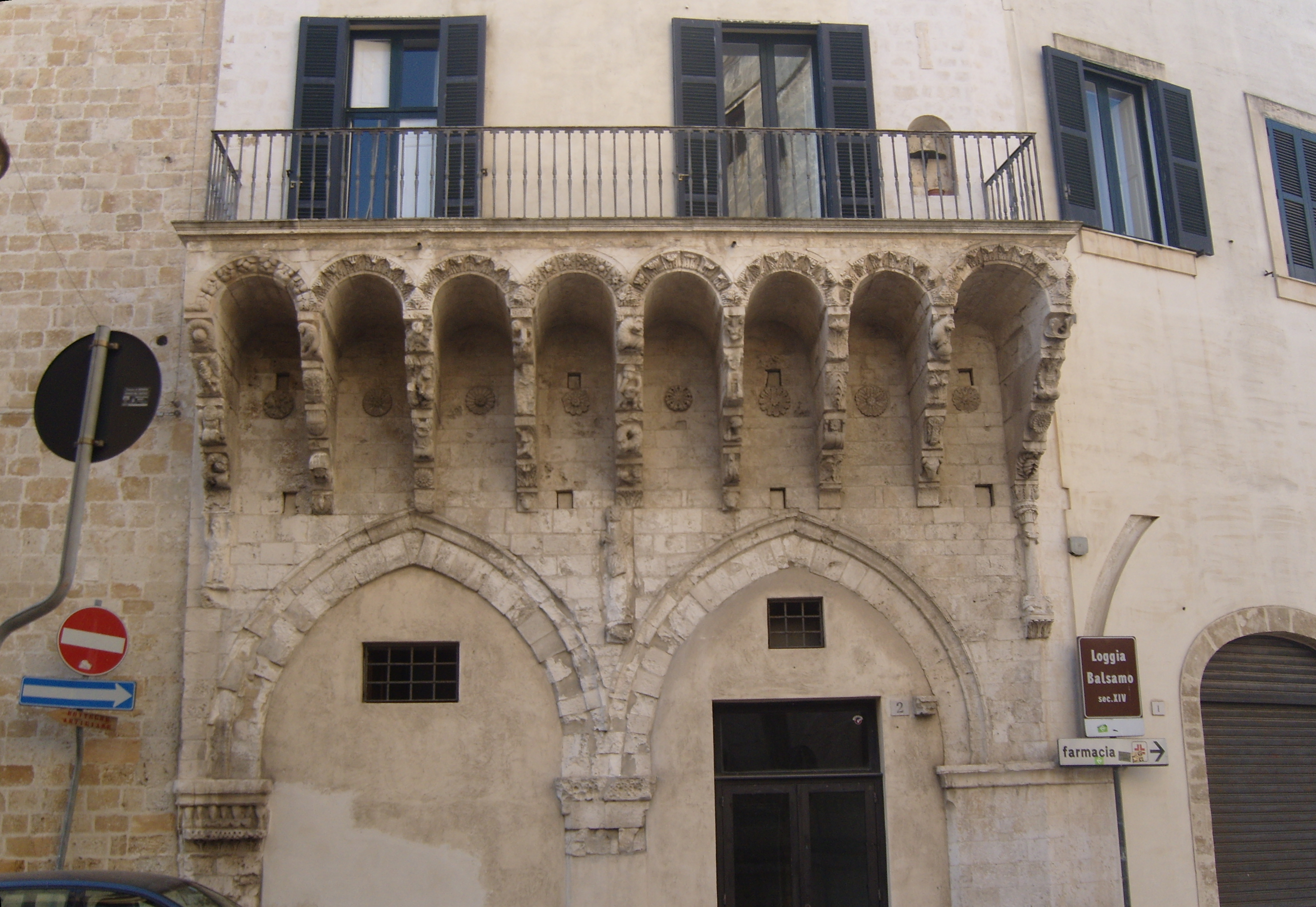
Loggia Balsamo.
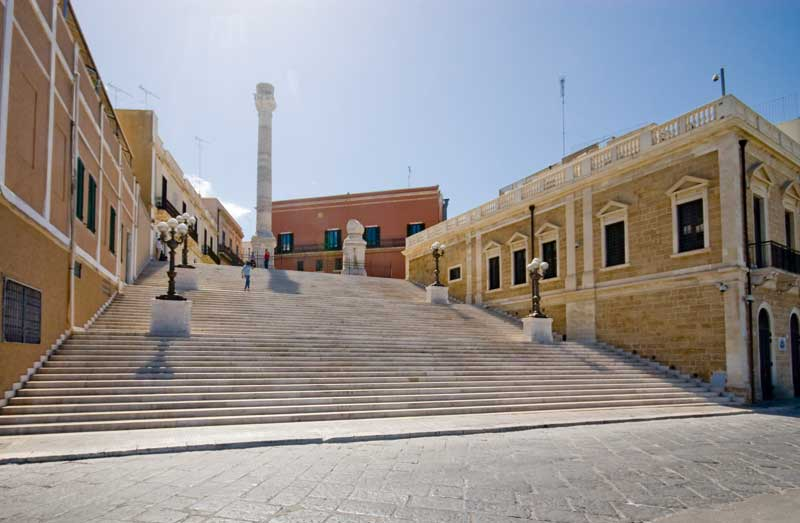
Colonne romaine indiquant la fin de la Via Appia.
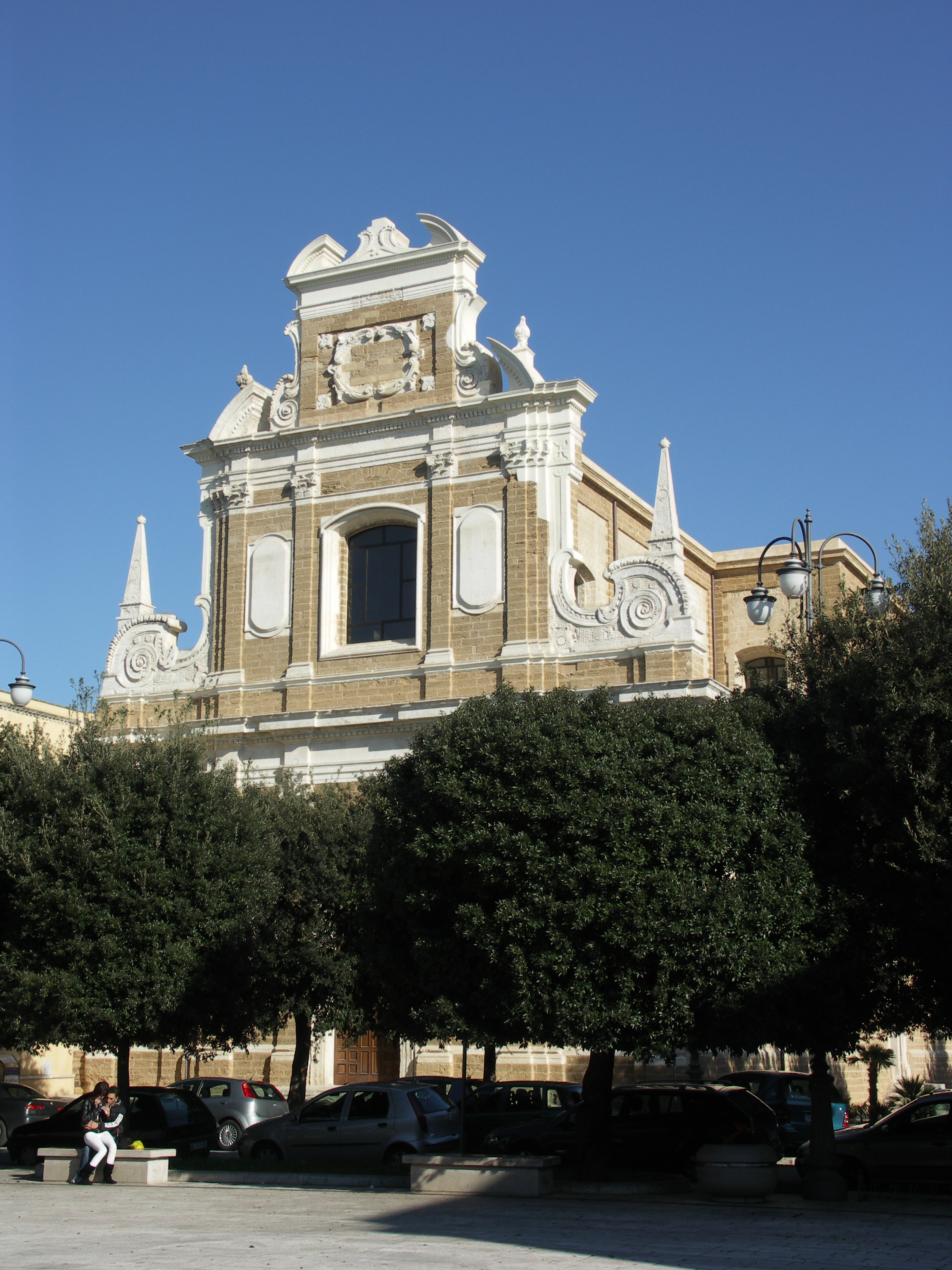
Santa Teresa.

## Transports

### Transports aérien, maritime et ferroviaire
Brindisi possède un aéroport dit Papola-Casale (code AITA : BDS). Elle accueille également des bateaux de croisière dans son port et dispose d'une gare qui relie le reste des Pouilles à toute l'Italie.

## Administration
| Période                                  | Période    | Identité            | Étiquette      | Qualité           |
| ---------------------------------------- | ---------- | ------------------- | -------------- | ----------------- |
| 14/06/2004                               | 01/09/2011 | Domenico Mennitti   | Centre-droit   | Maire (courtier)  |
| 01/09/2011                               | 12/05/2012 | Bruno Pezzuto       |                | Comm. préf.       |
| 12/05/2012                               | 11/02/2016 | Cosimo Consales     | Centre-droit   | Maire             |
| 11/02/2016                               | 19/06/2016 | Cesare Castelli     | Centre-droit   | Comm. préf.       |
| 19/06/2016                               | 26/05/2017 | Angela Carluccio    |                | Maire             |
| 27/05/2017                               | 24/06/2018 | Santi Giuffrè       | Centre-droit   | Comm. préf.       |
| 24/06/2018                               | 01/06/2023 | Riccardo Rossi      | sans étiquette | Maire (ingénieur) |
| 01/06/2023                               | En cours   | Giuseppe Marchionna | Centre-droit   | Maire             |
| Les données manquantes sont à compléter. |            |                     |                |                   |

### Hameaux
Tuturano

### Communes limitrophes
Carovigno, Cellino San Marco, Latiano, Mesagne, San Donaci, San Pietro Vernotico, San Vito dei Normanni

### Évolution démographique
Habitants recensés